# 名鉄西尾線
西尾線（にしおせん）は、愛知県安城市の新安城駅から愛知県西尾市の吉良吉田駅までを結ぶ名古屋鉄道（名鉄）の鉄道路線。
現在の西尾線は、碧海電気鉄道が開通させた区間と、西尾鉄道が開通させた区間から成り、元々の生い立ちはまったく別である。1944年（昭和19年）以前は西尾鉄道が開通させた愛知県岡崎市の岡崎新駅から西尾駅を経て三河吉田（現在の吉良吉田）駅までの区間を西尾線と称していた。本項ではその旧・西尾線を含めて解説する。

## 概要
碧海台地に位置する安城市と西尾市を結んでいる。また、名古屋本線と蒲郡線を結ぶ路線でもある。南安城駅、桜井駅、西尾口駅 - 西尾駅間をそれぞれ中心とした一部区間は高架線となっている。
運賃計算区分はB（運賃計算に用いる距離は営業キロの1.15倍）。manacaなどの交通系ICカード全国相互利用サービス対応カードが線内各駅で利用可能。
『鉄道要覧』による起点は新安城駅だが、列車運行および旅客案内、列車番号の設定においては、吉良吉田駅から新安城駅へ向かう列車が下り、逆方向が上りとなっている。
西尾駅 - 吉良吉田駅間、および蒲郡線は閑散区間となっている。2008年3月に名鉄は、西尾線・蒲郡線の西尾駅 - 蒲郡駅間の利用活性化策を2008年末までに、沿線の西尾市、吉良町、幡豆町、蒲郡市（当時）に対して示すように求めた。同区間は「西蒲線」と呼ばれているほか、地元自治体では「にしがま線」という通称を付けている。詳細は「名鉄蒲郡線#存続問題」を参照。
2008年の南桜井駅開業後は、西尾駅以北を中心に利用客が増加している。西尾駅以南は基本的に急行のみが運行されているが利用客はそれほど変化していない。

### 路線データ

#### （現）西尾線
- 路線距離（営業キロ）：24.7 km
- 軌間：1,067 mm
- 駅数：14駅（起終点駅含む）
- 複線区間：桜井 - 南桜井間、西尾口（ただし構内は単線） - 西尾間
  - 新安城 - 西尾間ではかなりの部分で複線化対応用の用地が確保されている。
- 電化区間：全線（直流1,500 V）
- 閉塞方式：自動閉塞式[2]
- 保安装置：M式ATS[2]
- 最高速度：100 km/h[2]

#### （旧）西尾線
データは各区間の廃止時点のもの。
- 各区間とも全線単線

| 区間                                  | 廃止年 | 路線距離 （営業キロ） | 軌間     | 駅数 | 電化区間           |
| ------------------------------------- | ------ | --------------------- | -------- | ---- | ------------------ |
| 岡崎駅前（岡崎新） - 福岡町（土呂）間 | 1962年 | 2.5 km                | 1,067 mm | 5    | 直流600 V          |
| 土呂 - 西尾口間                       | 1959年 | 9.4 km                | 1,067 mm | 5    | 直流600 V          |
| 久麻久 - （旧）西尾 - 一色口間        | 1928年 | 4.6 km                | 762 mm   | 3    | なし（全線非電化） |
| 吉田臨港線                            | 1928年 | 0.4 km                | 762 mm   | 1    | なし（全線非電化） |

1. ↑  福岡線復活区間
2. ↑  西尾線としては1943年に休止。1951年-1962年は福岡線としての営業。
3. ↑  起終点駅含む
4. ↑  土呂駅を除く、西尾口駅を含む
5. ↑  久麻久駅を除く、一色口駅（現:福地駅）を含む
6. ↑  （旧）吉良吉田駅を除く

## 歴史
先述した通り、現在の西尾線は新安城 - 西尾間は碧海電気鉄道、西尾 - 吉良吉田間は西尾鉄道がそれぞれ敷設した路線から成り立っている。
西尾鉄道は、岡崎新 - 西尾 - 港前間と西尾 - 吉田港間の路線を開通させた軌間762 mmの軽便鉄道であった。東海道本線の岡崎駅と西三河南部の西尾、平坂、吉田といった街を結ぶべく、1916年までにこれらの路線を全通させた。一方、碧海電気鉄道は名古屋鉄道の前身である愛知電気鉄道（愛電）の傍系会社として発足し、親会社の愛電と同様1,500 V電化で開業した。
1926年に愛知電気鉄道が西尾鉄道を吸収合併し、岡崎新 - 西尾 - 吉田港間を西尾線とした後、碧海電気鉄道と直通させるために、1,067 mm軌間への改軌と600 V電化を行い、碧海電気鉄道も高速運転の方針を捨てて600Vへの降圧を行った。1935年に愛知電気鉄道と名岐鉄道が合併して名古屋鉄道となり、1944年に名古屋鉄道が碧海電気鉄道を吸収合併して、今村（現在の新安城） - 西尾 - 吉良吉田間が碧西線と改称し、1948年に再び西尾線へと改称した。なお、碧海電気鉄道を吸収合併する前の1943年に、旧・西尾線の岡崎新 - 西尾間が戦時不急不要路線として休止された。このうち岡崎駅前 - 福岡町間は1951年に福岡線として再開したものの、直通運転していた岡崎市内線とともに1962年に廃止された。
戦時中の軌条転用については以下のように複数の説がある。
- 豊川市内線（国府 - 市役所前）の建設に旧・西尾線（岡崎新 - 西尾）のレールを転用した説[10]
- 東西連絡線（新名古屋 - 神宮前）の建設に碧西線（今村 - 米津）の37 kgレールを転用し、碧西線には代替として旧・西尾線（岡崎新 - 西尾）の30 kgレールを使用した説[11][12]
- 豊川市内線（国府 - 市役所前）および東西連絡線（新名古屋 - 神宮前）の建設に碧西線（今村 - 西尾）のレールを転用し、碧西線には代替として一宮線（岩倉 - 東一宮）の単線化によって発生したレールを回した説[13]

### 駅集中管理並びにストアードフェアシステムの導入
名鉄では、駅集中管理システム及びストアードフェアシステム（トランパス）導入のための駅施設整備費用の軽減を考慮し、1日当たりの乗降客数が300人以下の駅を廃止対象とするため、2006年7月5日に鎌谷駅（西尾市）と三河荻原駅（吉良町）の同年12月16日廃止を中部運輸局に申請、10月3日に認可されて、予定通り廃止された。しかし、同じ乗降客数が300人以下である西尾口駅（西尾市）は、市街地に位置するということで除外されたほか、当初廃止対象だった碧海堀内駅（現：堀内公園駅、安城市）は、自動改札機などの営業用施設費と維持費を除く鉄道施設費用と関連事務費を安城市が負担すること、今後の具体的な駅の利用促進策を示すことなどで名鉄側と合意し、廃止が回避されている。
上記の駅廃止後、まず2007年10月4日に西尾駅でシステムの供用を開始、11月14日には北安城駅 - 西尾口駅間の各駅に拡大された。そして、2008年6月29日には西尾線全線で利用可能となった。

### 年表

#### 西尾鉄道・愛電西尾線・（旧）名鉄西尾線
- 1911年（明治44年）10月30日：西三軌道が岡崎新駅 - 西尾駅間を開業[14]。13.3 kmを約50分かけて1日2往復運転する。
- 1912年（明治45年）
  - 1月25日：西三軌道が西尾鉄道に社名変更[14]。
  - 3月1日：八ツ面駅開業[15]。
- 1914年（大正3年）7月15日：三江島駅開業[16]。
- 1915年（大正4年）
  - 2月13日：西尾駅 - 一色口駅間開業[17]。
  - 3月14日：一色口駅 - 横須賀口駅間開業[18]。
  - 8月5日：横須賀口駅 - （旧）吉良吉田駅間が開業。横須賀口駅廃止[19]。
  - 8月10日：三和川駅、占部駅を臨時駅に変更[20][21]。
  - 10月14日：花火駅臨時開業[20]。
  - 10月17日：（臨）花火駅廃止[20]。
- 1916年（大正5年）2月12日：（旧）吉良吉田駅 - 吉田港駅間が開業[22]。
- 1917年（大正6年）
  - 9月10日：（臨）三和川駅、（臨）占部駅廃止[20][23]。
- 1918年（大正7年）
  - 7月1日：荻原駅を三河荻原駅に改称[20][24]。
  - 12月1日：八ツ面駅を臨時駅に変更[25]。
- 1926年（大正15年）12月1日：愛知電気鉄道が西尾鉄道を合併。岡崎新駅 - 西尾駅 - 吉田港駅間を西尾線とする。西尾駅周辺の線路変遷

西尾駅周辺の線路変遷

- 1928年（昭和3年）10月1日：西尾駅 - 吉良吉田駅間の軌間を762 mmから1,067 mmに改軌、600 V電化。西尾駅を移転し碧海電気鉄道と接続。久麻久駅 - （仮）西尾口駅 - 西尾駅 - 一色口駅間の新線が開業[19]、久麻久駅 - 天王門駅 - （旧）西尾駅 - 一色口駅間の旧線[14]、（旧）吉良吉田駅 - 吉田港駅間を廃止[19]。鎌谷駅開業[19]。
- 1929年（昭和4年）4月1日：岡崎新駅 - 西尾駅間の軌間を762 mmから1,067 mmに改軌、600 V電化。（臨）八ツ面駅、（仮）西尾口駅廃止[20][14]。
- 1930年（昭和5年）4月3日：西尾口駅開業[20]。八ツ面駅が復活（廃止年不明）[14]。
- 1935年（昭和10年）8月1日：愛知電気鉄道と名岐鉄道が合併して名古屋鉄道成立。名鉄西尾線となる。
- 1942年（昭和17年）12月28日：（旧）吉良吉田駅 - 三河吉田駅間が開業[19]。
- 1943年（昭和18年）
  - 2月1日：（旧）吉良吉田駅を三河吉田駅に統合し廃止。
  - 11月1日：中島駅を三河中島駅に改称[14]。
  - 12月16日：岡崎新駅 - 西尾駅間休止[14]。
- 1944年（昭和19年）
  - 鎌谷駅休止[19]。
  - 3月1日：西尾駅 - 三河吉田駅間を西尾線から碧西線（元・碧海電気鉄道）へ所属変更。
- 1951年（昭和26年）12月1日：休止区間（岡崎新駅 - 西尾駅）のうち岡崎駅前駅 - 福岡町駅間 2.5 kmが福岡線として営業再開[14]。
- 1952年（昭和27年）10月1日：東若松駅新設[26]。
- 1959年（昭和34年）11月25日：福岡町駅 - 西尾駅間 (10.3 km) 廃止[14]。
- 1962年（昭和37年）6月17日：営業再開区間（福岡線）廃止[14]。

#### 碧海電気鉄道
- 1923年（大正12年）5月23日：碧海電気鉄道に対し鉄道免許状下付（碧海郡矢作町 - 同郡明治村間）[27]
- 1926年（大正15年）7月1日：碧海電気鉄道が1,067 mm軌間・1,500 V電化で今村駅 - 米津駅間を開業[28]。デ100形電車(101-103)を投入。
- 1928年（昭和3年）
  - 8月5日：米津駅 - （仮）碧電西尾口駅間開業[29]。
  - 10月1日：（仮）碧電西尾口駅 - 西尾駅間開業、今村駅 - 西尾駅間600 Vに降圧。（仮）碧電西尾口駅を廃止して愛電西尾線の（仮）西尾口駅に接続[20][30]。愛電西尾線と直通運転開始。
- 1929年（昭和4年）4月1日：（仮）西尾口駅廃止。
- 1930年（昭和5年）4月3日：碧海西尾口駅開業。
- 1944年（昭和19年）
  - 碧海古井駅休止。
  - 3月1日：名古屋鉄道が碧海電気鉄道を合併し、西尾駅 - 三河吉田駅間を西尾線から編入し碧西線とする。碧海西尾口駅を西尾口駅に改称。

#### （現）名鉄西尾線
- 1948年（昭和23年）5月16日：碧西線を西尾線と改称。
- 1949年（昭和24年）
  - 3月1日：一色口駅を福地駅に改称。
  - 12月1日：中学前駅を桜町前駅に改称。
- 1952年（昭和27年）10月1日：碧海古井駅、鎌谷駅営業再開。
- 1959年（昭和34年）7月12日：蒲郡線の昇圧に伴い同線との直通運転を中止[31]。
- 1960年（昭和35年）
  - 3月27日：ダイヤ改正。全線の架線電圧を1,500 Vに昇圧。蒲郡線との直通運転再開[31]。最高速度を55km/hから80km/hに引き上げ[32]。
  - 11月1日：三河吉田駅を吉良吉田駅に改称。
- 1964年（昭和39年）9月14日 -ダイヤ改正。特急「三河湾号」の定期運転開始（5500系使用）[33]。
- 1965年（昭和40年）3月21日 -ダイヤ改正。最高速度を80km/hから90km/hに引き上げ[34]。
- 1967年（昭和42年）4月10日：7000系「パノラマカー」乗り入れ開始。
- 1969年（昭和44年）4月5日：東富田駅廃止。
- 1970年（昭和45年）5月1日：今村駅を新安城駅に改称。
- 1971年（昭和46年）12月27日：レール重軌条化。最高速度を90km/hから100km/hに引き上げ[35]。
- 1981年（昭和56年）5月1日：南安城駅付近高架化。
- 1989年（平成元年）7月2日：西尾駅 - 西尾口駅間が高架化。西尾駅-福地駅間の高架が終わる地点

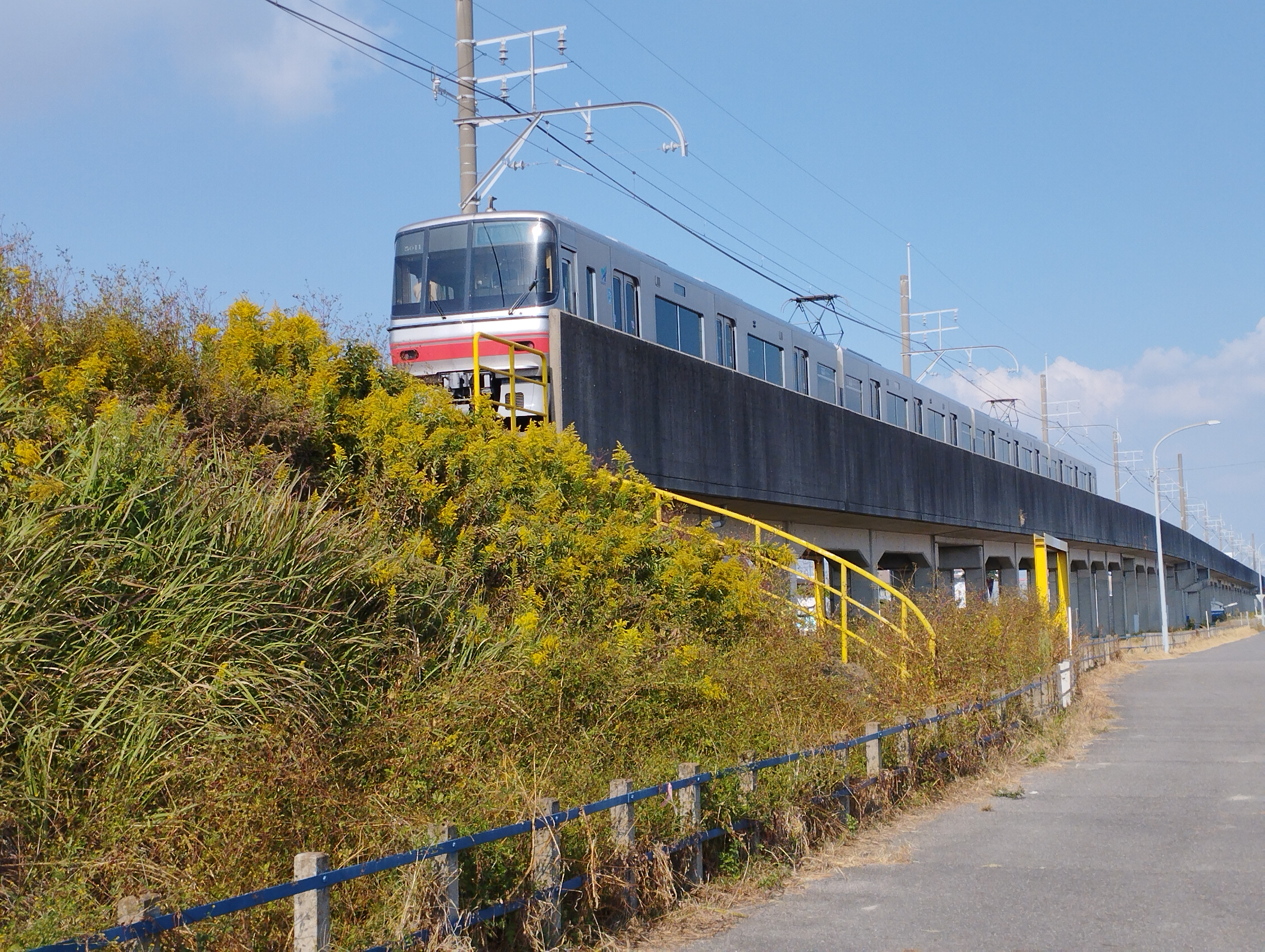
西尾駅-福地駅間の高架が終わる地点

- 1992年（平成4年）11月24日：ダイヤ白紙改正。昼間帯の本線直通列車が線内急行運転開始[36]。
- 1998年（平成10年）
  - 4月6日：ダイヤ改正。一部を除いて急行の西尾駅以南直通運転を廃止[37]。
  - 6月1日：西尾駅 - 吉良吉田駅間でワンマン運転開始[38]。
- 2005年（平成17年）1月29日：ダイヤ白紙改正。昼間の特急が再び西尾止まりとなり、昼間の急行が快速急行に格上げ（西尾線内の停車駅は急行と同じ）[39]。特急・急行の蒲郡線直通を廃止。
- 2006年（平成18年）12月16日：鎌谷駅、三河荻原駅廃止。
- 2007年（平成19年）
  - 3月1日：福地駅 - 蒲郡線蒲郡競艇場前駅の各駅（こどもの国駅除く）でサイクルトレインを5月31日まで試験運用[40]。
  - 10月4日：西尾駅にトランパスを導入。
  - 11月14日：北安城駅 - 西尾口駅間各駅にトランパスを導入。
- 2008年（平成20年）
  - 6月14日：西尾口駅（構内除く） - 西尾駅間複線化。同時に西尾行き普通列車の発車時間を若干変更。
  - 6月21日：碧海桜井駅付近高架化。碧海桜井駅 - 南桜井信号場[41]間複線化。
  - 6月29日：ダイヤ改正。碧海桜井駅を桜井駅、碧海堀内駅を堀内公園駅に改称し、桜井駅 - 米津駅間に南桜井駅開業[42]。福地駅、上横須賀駅、吉良吉田駅にトランパス導入。特急の西尾 - 吉良吉田間の運行中止。西尾 - 吉良吉田間のワンマン運転廃止。急行を廃して全区間に快速急行と準急を設定[43]。蒲郡線との直通運転を廃止。
  - 8月9日：三河湾号の復活運転を実施（7000系使用）[44]。
  - 12月27日：ダイヤ改正。すべての快速急行が急行や準急に変わり、急行が6か月ぶりに復活。特急を除いた朝と夕方以降の優等列車がすべて準急になる。
- 2019年（平成31年）3月16日：ダイヤ改正。線内で唯一の準急停車駅だった南桜井駅が急行停車駅に昇格。これに伴い、線内の準急を廃止し急行に変更[45]。
- 2021年（令和3年）5月22日：ダイヤ改正。最終の普通西尾行きの新安城駅発車時刻を0:07から23:50に変更。これに伴い、西尾駅までの終電が約17分繰り上がる。
- 2023年（令和5年）3月18日：ダイヤ改正。平日朝の下り特急（285列車）が吉良吉田始発の全車一般車に変更される（吉良吉田駅 - 西尾駅間は各駅停車）[46]。なお、全列車が3000系列または9000系列である。また、休日早朝の下り285列車および平日・休日夜間の上り434列車は急行に変更される[47]。改正前夜に犬山線で発生した踏切事故により17日の西尾行きは運休となったため、同日の須ケ口行きが最後の運行となった。

## 運行形態

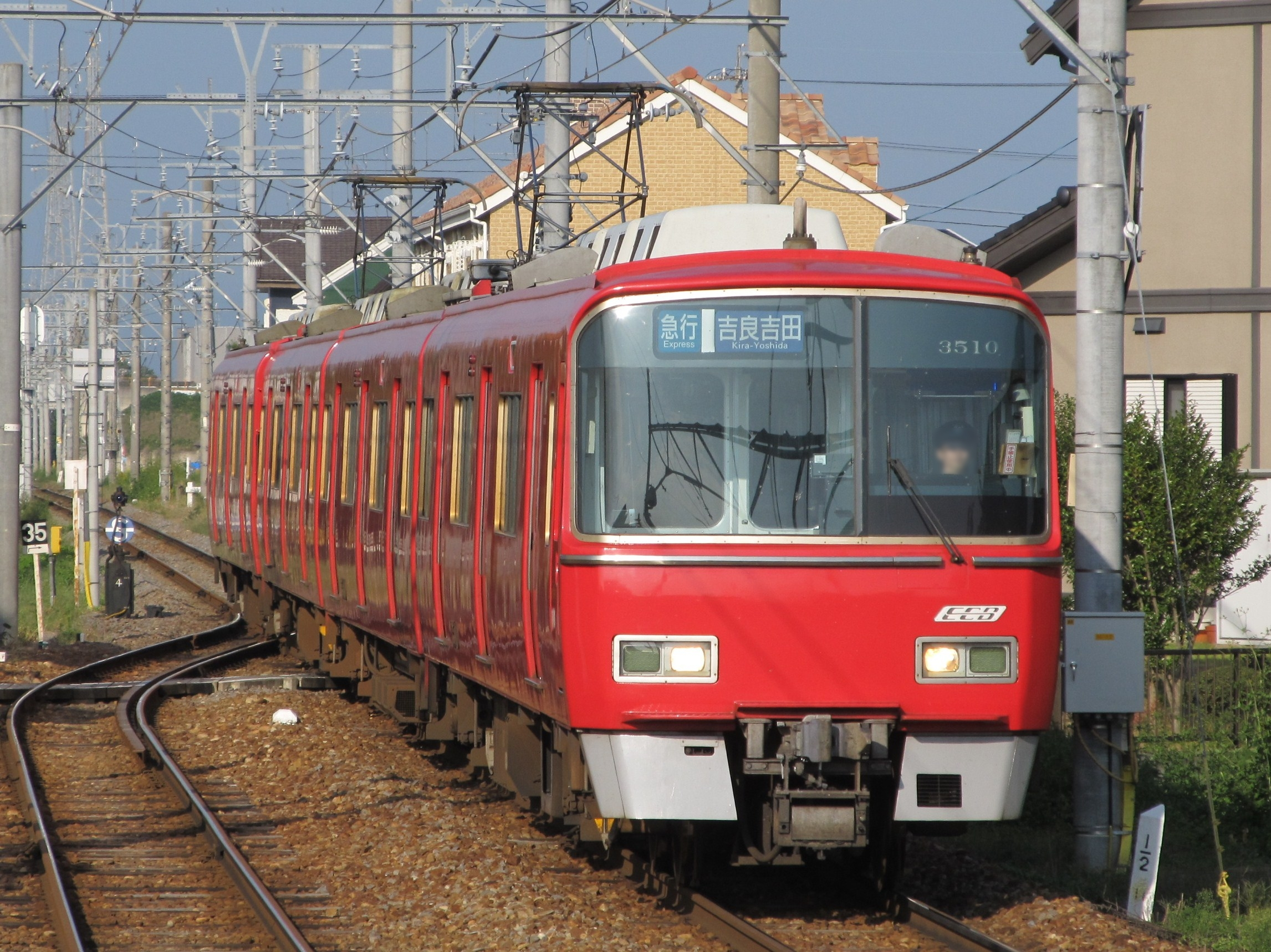
米津駅に進入する吉良吉田行き急行

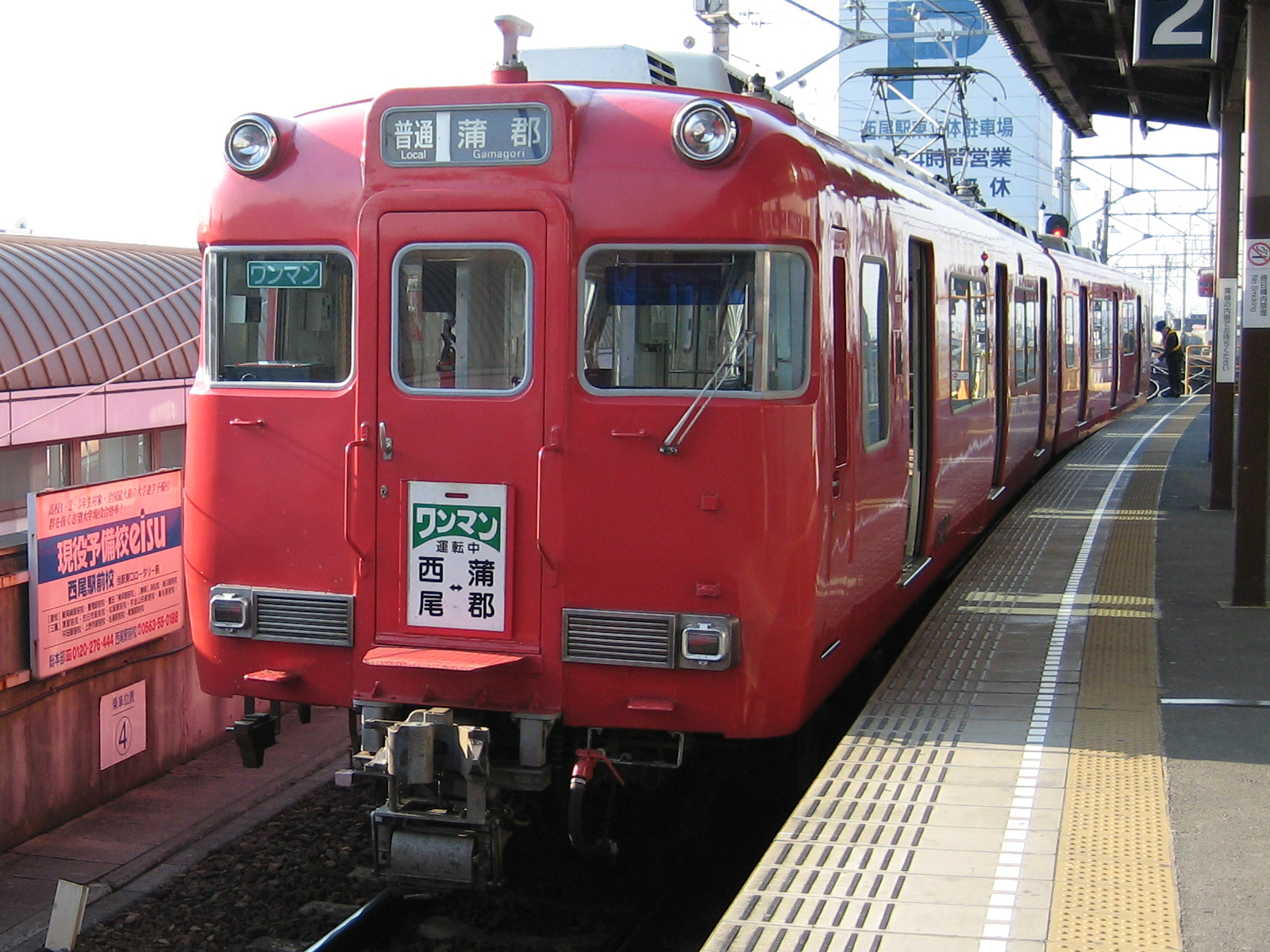
区間短縮前の「西蒲ワンマン」（西尾駅にて）。現在の運転区間は蒲郡線内のみとなっている。

本項では直通する名古屋本線に合わせて吉良吉田駅から新安城駅に向かう列車を下りとして扱う。
西尾線では特急・急行・普通が運転されている。種別に関わらず全ての列車が先着する。

### 特急
特急は、平日朝に下り1本（285列車）のみが設定されている。全車一般車の4両編成である。
廃止になった上り方面の特急の穴埋めとして、弥富駅22:25発（休日は22:24発）の西尾行き（須ケ口駅まで普通、須ケ口駅から急行）が設定された。

### 急行・普通
急行は一部を除き名古屋本線、津島線、尾西線へ直通する系統で設定され、一部に西尾駅発着があるほかは吉良吉田駅発着で運転されている。急行の標準所要時分は吉良吉田駅 - 西尾駅間（各駅停車区間）が12分、西尾駅 - 名鉄名古屋駅間が49分となっている。吉良吉田行きの急行は須ヶ口駅から余裕時分があまりないため、多客や臨時停車などで遅れることも多く、単線のため対向列車にも影響が出る。朝夕ラッシュ時でも4両（一部2両。名古屋方面行きの場合、新安城駅で増結する場合あり）の運転である。
普通列車は新安城駅 - 西尾駅間の設定が基本で、平日の夕方と土日の朝は4両での運転となる。朝と夜の一部は吉良吉田駅発着で運転されている。昼間帯には吉良吉田駅発着の急行が毎時2本（約30分間隔。吉良吉田駅で蒲郡線と連絡。新安城駅では特急豊橋行きと急行豊川稲荷行きに連絡）、西尾駅発着の普通が毎時2本（約30分間隔。新安城駅で下りは急行名鉄一宮行きと特急名鉄岐阜行きと普通犬山行きに、上りは普通東岡崎行きに連絡）運転され、南安城駅と西尾駅で普通と急行、桜井駅 - 南桜井駅間（複線区間）で普通同士、米津駅と上横須賀駅で急行同士がすれ違う。
2000年頃までは、岡崎観光夏まつり花火大会（現・岡崎城下家康公夏まつり花火大会）の際に、新安城駅で進行方向を変えて東岡崎駅発着となる臨時の普通列車が運行されていた。花火大会の開催日のみ、夜間に急行が豊明駅止まり（新安城駅で東岡崎駅発の急行に接続）に短縮されることがある。

### 運行の変遷
2008年6月29日改正のダイヤ改正以前までは昼間帯に全車特別車特急と快速急行が毎時各1本、普通が毎時2本設定されていたが、同改正で全車特別車特急が快速急行に変更された。さらに、急行を廃止して準急を設定し、新しく開業した南桜井駅 を準急停車駅、福地駅を快速急行・準急停車駅とした。また、西尾線・蒲郡線のワンマン運転区間が蒲郡線内のみに縮小され、西尾駅 - 吉良吉田駅間は再びツーマン運転に戻された。
2008年12月27日改正で快速急行が急行または準急に変更されて消滅し、急行が6か月ぶりに復活した。朝と夕方以降の快速急行はすべて準急となり、南桜井駅にも停車するようになった。ただし西尾線内での急行の停車駅は従来の快速急行と同じで、西尾線を走る種別は特急・急行・準急・普通となったものの、ダイヤ改正後も大きな時刻や行き先の変更はない。その後、2019年3月16日改正で南桜井駅が急行停車駅に昇格したことに伴い準急が急行に統合され、西尾線内の準急は消滅した。
2023年3月18日改正で特急が一部特別車から全車一般車に変更されると同時に西尾駅から吉良吉田駅に発駅変更となったため福地駅と上横須賀駅が特急停車駅となった。それ以外のダイヤに大きな変化はない。

## 車両
4両または2両編成で運行される。平日下りの特急（全車一般車）には3000系列の4両固定編成（3500系・3700系・3300系および9500系）が使われる。急行には、3000系列（前述の4両固定編成のほか、3100系・3150系および9100系）、6000系列（6000系・6500系・6800系）、5000系とほぼ全ての通勤型車両が使われる。普通は6000系列の運用がほとんどで、平日の夕方には3000系列も使用される。
2008年8月9日には7000系が一部の快速急行に使用され、9年ぶりに入線した。その後も団体列車として蒲郡線蒲郡駅まで数回入線している。2009年9月20日には2200系が1200系の代走として西尾駅まで入線した。西尾線への2200系の入線はこのときが初めてであり、その後も何度か1200系の代走として入線している。2000系も1600系の代走または団体列車として入線したことがある。2020年2月16日には蒲郡線のイベントで1800系が初入線し、普通運用にも就いた。2200系は西尾線での定期運用を持っていないが、2023年3月まで定期特急に使われていた1200系と同様に西尾線内でも自動放送には対応している。

## 駅一覧
全駅愛知県内に所在。

### 営業中の区間
- 普通は全駅に停車（表中省略）
- 停車駅は2023年3月18日改正時点。
- 吉良吉田駅構内に蒲郡線との連絡線があり、列車の回送時にのみ使用される。

凡例
停車駅 … ●：標準停車駅 △：特別停車駅 ｜：通過 ↑：片方向のみ運転
線路 … ｜：単線区間 ◇：単線区間の交換可能駅 ∧：これより下は複線 ∨：これより下は単線
| 駅番号 | 駅名       | 駅間 キロ | 営業 キロ | 急行 | 特急 | 接続路線                                  | 線路 | 所在地 |
| ------ | ---------- | --------- | --------- | ---- | ---- | ----------------------------------------- | ---- | ------ |
| NH17   | 新安城駅   | -         | 0.0       | ●    | ●    | 名古屋鉄道：NH 名古屋本線（一部直通運転） | ∨    | 安城市 |
| GN01   | 北安城駅   | 2.6       | 2.6       | △    | ↑    |                                           | ｜   | 安城市 |
| GN02   | 南安城駅   | 1.4       | 4.0       | ●    | ●    |                                           | ◇    | 安城市 |
| GN03   | 碧海古井駅 | 1.7       | 5.7       | △    | ↑    |                                           | ｜   | 安城市 |
| GN04   | 堀内公園駅 | 1.0       | 6.7       | ｜   | ↑    |                                           | ｜   | 安城市 |
| GN05   | 桜井駅     | 1.2       | 7.9       | ●    | ●    |                                           | ∧    | 安城市 |
| GN06   | 南桜井駅   | 1.6       | 9.5       | ●    | ↑    |                                           | ∨    | 安城市 |
| GN07   | 米津駅     | 2.1       | 11.6      | ●    | ↑    |                                           | ◇    | 西尾市 |
| GN08   | 桜町前駅   | 1.4       | 13.0      | ●    | ↑    |                                           | ｜   | 西尾市 |
| GN09   | 西尾口駅   | 1.2       | 14.2      | ｜   | ↑    |                                           | ∧    | 西尾市 |
| GN10   | 西尾駅     | 0.8       | 15.0      | ●    | ●    |                                           | ∨    | 西尾市 |
| GN11   | 福地駅     | 2.4       | 17.4      | ●    | ●    |                                           | ◇    | 西尾市 |
| GN12   | 上横須賀駅 | 3.1       | 20.5      | ●    | ●    |                                           | ◇    | 西尾市 |
| GN13   | 吉良吉田駅 | 4.2       | 24.7      | ●    | ●    | 名古屋鉄道：GN 蒲郡線                     | ◇    | 西尾市 |

有人駅は新安城駅、西尾駅、吉良吉田駅の3駅、その他は無人駅である。また各駅のホーム有効長は新安城駅、南安城駅、桜井駅、南桜井駅と西尾駅が6両分、その他の駅は4両分である。米津駅は4両分であるが、6両編成同士のすれ違いは可能。

### 廃駅
- （仮）碧電西尾口駅：桜町前駅 - 西尾口間。1928年10月1日廃止。
- 横須賀口駅：福地駅 - 上横須賀駅間。1915年8月5日廃止。
- （臨）花火駅：福地駅 - 上横須賀駅間。1915年10月17日廃止。
- 鎌谷駅：福地駅 - 上横須賀駅間。2006年12月16日廃止。
- 東富田駅：上横須賀駅 - 吉良吉田駅間。1969年4月5日廃止。
- 三河荻原駅：上横須賀駅 - 吉良吉田駅間。2006年12月16日廃止。
- （旧）吉良吉田駅：上横須賀駅 - 吉良吉田駅間。1943年2月1日廃止。

### 廃止区間
西尾付近の旧線区間・吉田臨港線（1928年廃止）
駅一覧
久麻久駅 - 天王門駅 - （旧）西尾駅 - 一色口駅（現・福地駅） … <営業区間> … （旧）吉良吉田駅 - 吉田港駅
接続路線
- （旧）西尾駅：愛電平坂線

（旧）西尾線区間（1943年休止、1959年廃止）
駅一覧
岡崎新駅（岡崎駅前駅） - 土呂駅（福岡町駅） - （臨）占部駅* - 三河中島駅 - 三江島駅 - （臨）三和川駅* - 八ツ面駅** - 久麻久駅 - 西尾口駅 - 西尾駅
括弧内は福岡線として営業再開した時の駅名。
*占部駅・三和川駅は1917年に廃止。
**八ツ面駅は1929年に廃止されるが1930年に復活。その後の廃止年月は不明。

接続路線
- 岡崎新駅（岡崎駅前駅）：岡崎市内線、東海道本線（岡崎駅）
- 西尾口駅：碧海電気鉄道
- 西尾駅：名鉄平坂線・碧海電気鉄道